# Ruffus
Ruffus foi uma banda estónia de indie rock que originalmente era conhecida por Claire's Birthday. A banda representou a Estónia no Festival Eurovisão da Canção 2003 com a canção "Eighties Coming Back" que terminou em 21.º lugar, tendo recebido um total de  14 pontos.

## Membros
- Vaiko Eplik (voz) nasceu em 1981 em  Rapla, no seio de uma família de amantes da música (como a maioria dos membros da banda). Eplik estudou música no Tallinn Music School, especializando-se em pop-jazz e também estudou guitarra, que agora ensina.

- Jaan Pehk (guitarra) nasceu em 1975 , em  Türi. Ele licenciou-se em protecção ambiental. Estudou pop-jazz e atualmente é é um poeta ativo no grupo Tartu Young Poets' Club (NAK).

- Ivo Etti (baixo), nasceu em 1979, em   Väike-Maarja. Estudou no  Children's Music School em Rakvere  e graduou-se no  Tallinn Music School, onde se especializou a tocar   clarinete. Ele é irmão da cantora Eda-Ines Etti.

- Margus Tohver (bateria) nasceu em 1971, em  Tallinn. Durante a década de 1980, foi membro da primeira banda estoniana de   thrash metal chamada "Palat".

- Siim Mäesalu (teclados), nasceu em   Kohil, em  1984. Tirpou um curso na Tallinn Secondary School of Music e na atualidade está  a estudar música  na Estonian Academy of Music and Theatre.[1]

## História
Vaiko Eplik formou a banda "Claire’s Birthday" em 1997. Tornou-se a grande sensação da música pop na Estónia, lançando três álbuns e vencendo vários prémios musicais na Estónia. Como brincadeira, a banda participou no Eurolaul e venceram com a canção  "Eighties Coming Back".